# Radrennbahn Düsseldorf

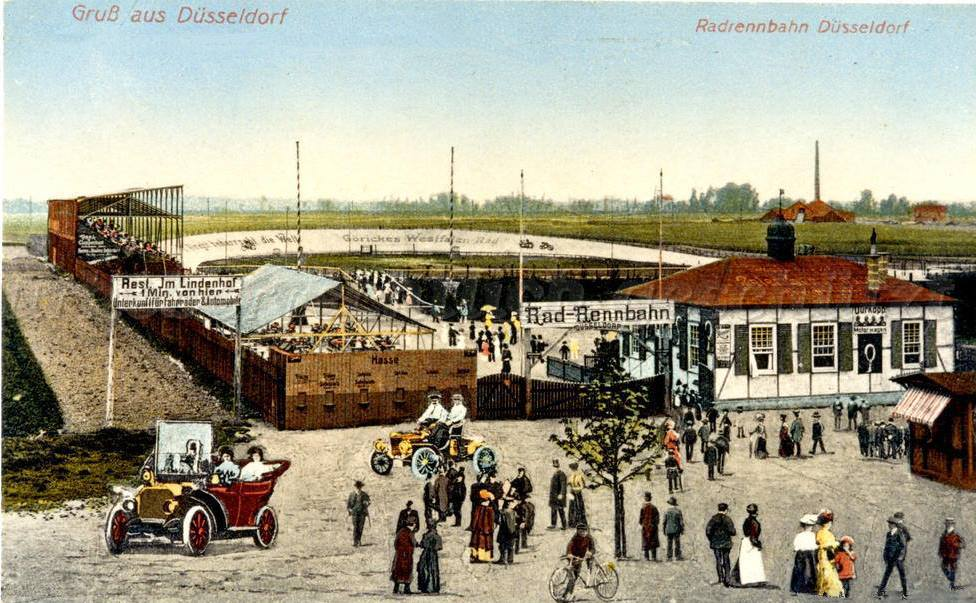
Die Radrennbahn (ca. 1907)

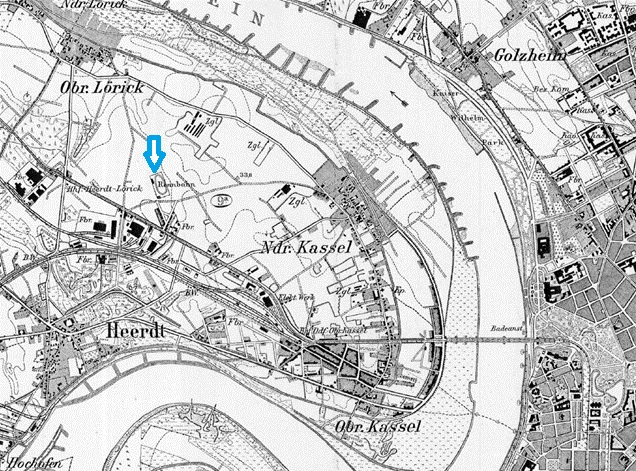
Ehemalige Lage der Radrennbahn (Karte aus dem Jahre 1907)

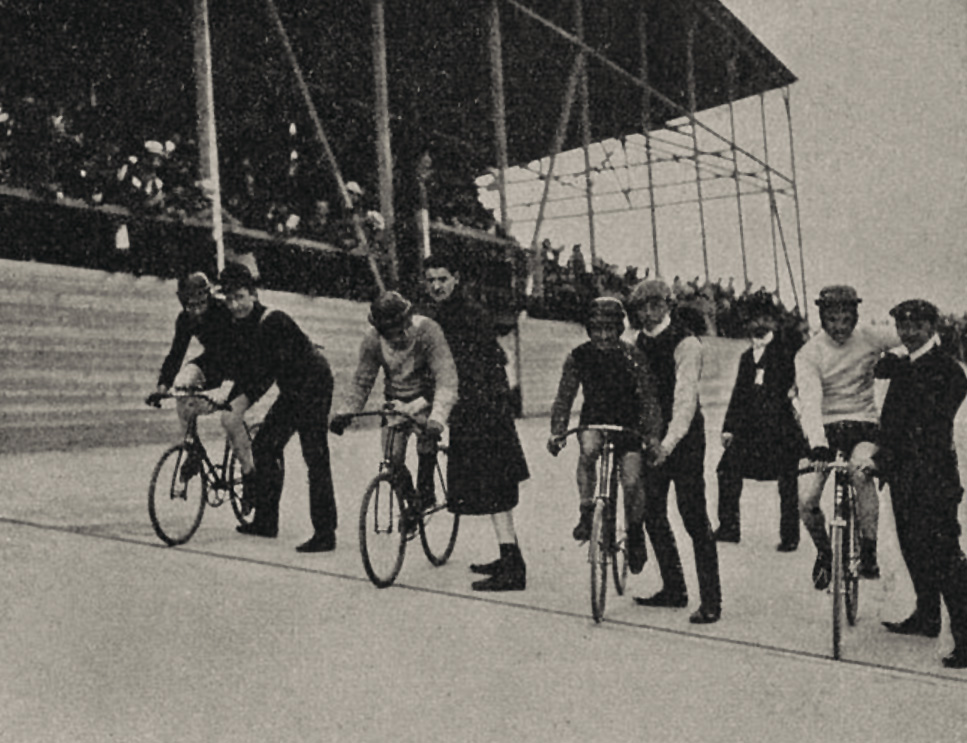
Start zum großen Eröffnungspreis in Obercassel, Pfingsten 1907 – von links nach rechts: Braun (Elberfeld), Arens (Köln), Pongs (Krefeld), Böhmer (Düsseldorf).

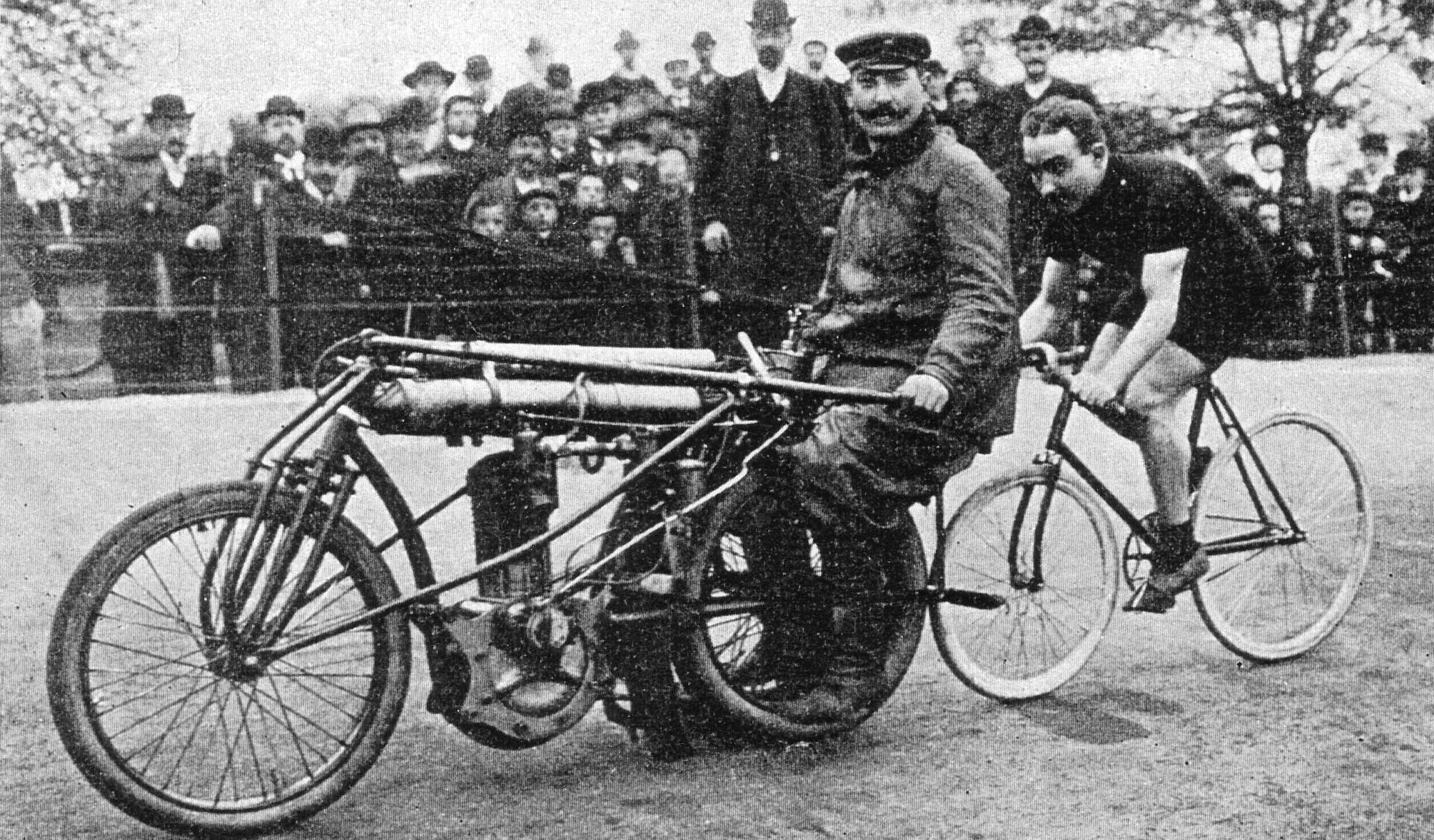
Der Kölner Steher-Weltmeister Peter Günther (hier hinter seinem Schrittmacher Heinrich Otto) verunglückte 1918 tödlich auf der Bahn in Düsseldorf.

Die Radrennbahn Düsseldorf befand sich im linksrheinischen Düsseldorfer Stadtteil Lörick. Sie existierte von 1907 bis 1937.

## Radrennbahnen in Düsseldorf
Im Laufe der Jahre gab es in Düsseldorf insgesamt mindestens fünf Radrennbahnen, von denen einige jedoch lediglich aus Asche waren und nur kurz bestanden. Darunter befanden sich eine 400 Meter lange Aschenbahn am Zoo (seit 1892), eine am Flinger Broich, wo sich heute das Paul-Janes-Stadion befindet, sowie eine weitere im Ostpark (1924 bis ?). Ab 1926 gab es zudem eine Radrennbahn im Rheinstadion. Keine dieser Bahnen ist noch vorhanden.

## Rennen in Lörick
Die Radrennbahn am Niederkasseler Lohweg in Lörick war 400 Meter lang und neun Meter breit, ihr Belag war aus Beton, und sie verfügte über 43 Grad Kurvenüberhöhung, „sodaß Geschwindigkeiten bis zu 110 Kilometer pro Stunde erzielt werden können“. Sie bot Platz für 15.000 Zuschauer, davon 12.000 Stehplätze. Die Baukosten betrugen 155.000 Mark. Am 19. Mai 1907 wurde die, so das Düsseldorfer Volksblatt, „wohl schönste Radrennbahn in ganz Deutschland“ eröffnet. „Mit der Oberkasseler Radrennbahn entstand in Düsseldorf eine für die damaligen Verhältnisse glamouröse Radsportszene. Nach dem Vorbild der Pferdesportveranstaltungen wurden Frühjahrs-, Sommer- und Herbsttreffen abgehalten.“ So wurden etwa 1908 neun Renntage veranstaltet.
Vor allem in der Zeit vor und nach dem Ersten Weltkrieg wurden zahlreiche Rennen ausgetragen, an denen internationale Stars wie Paul Guignard, Victor Linart oder Jules Miquel teilnahmen. Hauptsächlich wurden Steherrennen ausgerichtet. Diese trugen Bezeichnungen wie „Großer Preis von Düsseldorf“, „Großer Westdeutscher Steherpreis“, „Großer Preis vom Rhein“, „Goldenes Rad“, „Großer Peis von Europa“ oder „Heinrich-Heine-Preis“. Auch Sprintrennen fanden statt, wie etwa ein „Preis der schönen Künste“ oder die „Fliegermeisterschaft vom Rhein“, die 1924 der spätere Radrennbahn-Architekt Clemens Schürmann gewann.
Am 17. Mai 1908 fanden zeitgleich mit den Olympischen Spielen in London auf der Radrennbahn die „Großen Olympischen Spiele von Düsseldorf“ statt, mit Wettkämpfen wie Gewichtheben, Steinstoßen, Fußballweitstoß, Laufwettbewerben, Diskuswurf, 50-Kilometer-Wettmarsch, Stafettenlauf, Tauziehen, Fußball und Radrennen.
Drei Rennfahrer kamen auf der Bahn ums Leben: Am 30. August 1907 war es der Schrittmacher Josef Schwarzer, der nach einem Sturz starb und am 8. Juli 1917 der junge Kölner Rennfahrer Jacob Esser. Am 6. Oktober 1918 stürzte der mehrfache Kölner Steher-Weltmeister Peter Günther auf der Radrennbahn und starb einen Tag später im Alter von 36 Jahren.

## Rede von Hitler

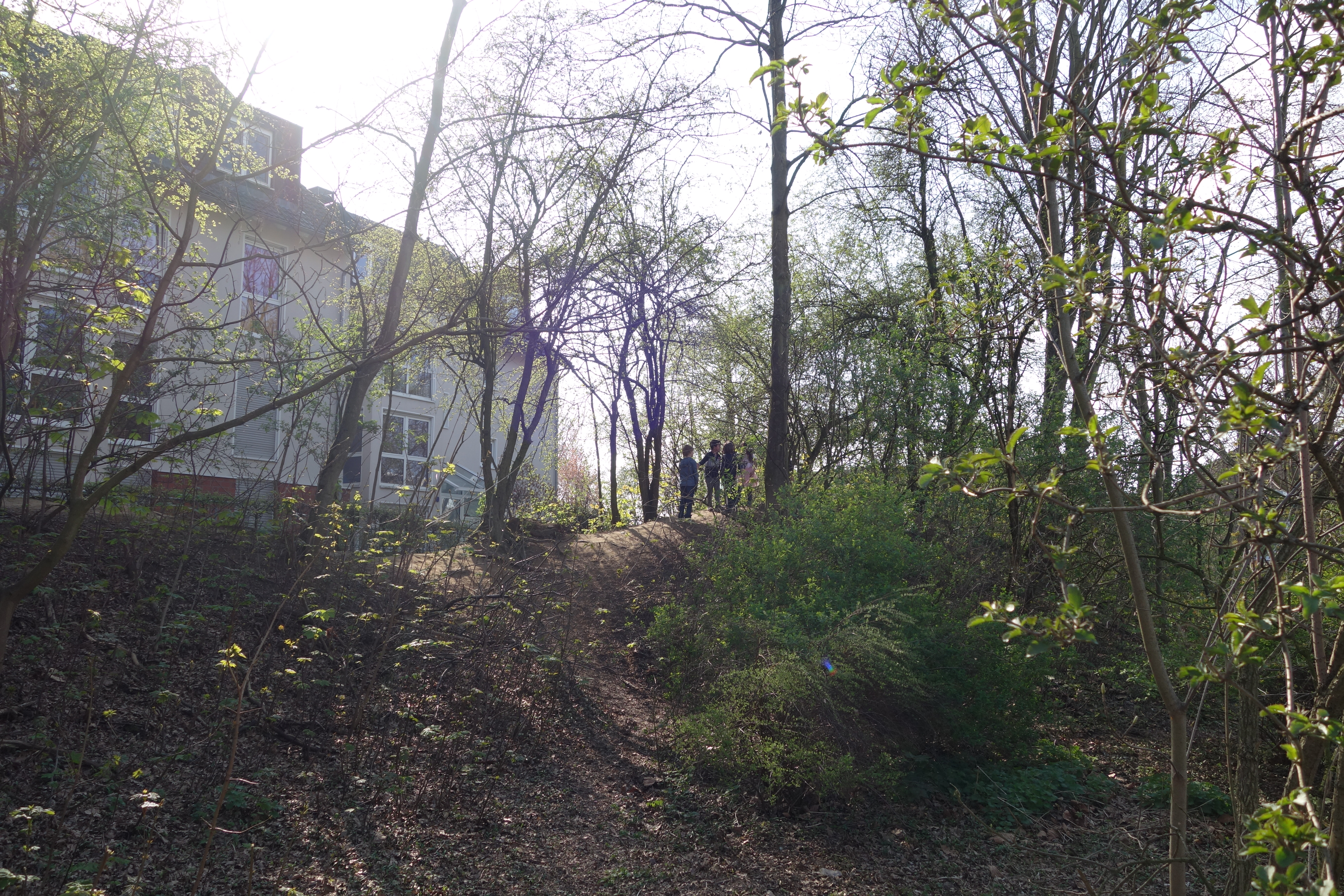
Das Fundament der ehemaligen Nordkurve im Jahr 2017

Am 8. April 1932, rund drei Monate nach seiner als historisch bedeutsam eingestuften Rede vor dem Industrie-Club Düsseldorf, hielt Adolf Hitler eine weitere vor 20.000 Zuschauern in der Düsseldorfer Radrennbahn. Lörick war damals ein „rotes“ Arbeiterviertel, dessen Bewohner vorwiegend KPD und SPD wählten. Hitler wurde auf dem Weg zur Veranstaltung von einer großen Menschenmenge mit Beschimpfungen, Eiern, Pferdeäpfeln, faulem Obst und Gemüse empfangen. Auch das Publikum in der Radrennbahn soll wenig Begeisterung gezeigt haben. Es ging das Gerücht um, demzufolge Hitler „aus Rache“ dafür gesorgt haben soll, dass die Radrennbahn 1937 abgerissen wurde. Der wahre Grund für den Abriss war indes, dass die Betreiberin der Bahn, die „Düsseldorfer Sport und Radrennbahn GmbH“, Konkurs hatte anmelden müssen.

## Heutiger Zustand
Im Jahr 1909, nach der Eingemeindung Löricks nach Düsseldorf, wurde die zur Rennbahn führende „Stahlstraße“ in „Sportstraße“ umbenannt. Heute wird sie als Hinweis auf die benachbarten Sportanlagen wahrgenommen.
Das Gelände am heutigen Kirschbaumwäldchen verwilderte. In den 1950er Jahren überließ die Stadt das Areal den Sportfreunden Lörick als Trainingsplatz, bis es in den 1980er Jahren mit Wohnhäusern überbaut wurde. Am Fußweg zwischen der Wickrather Straße und Am Kirschbaumwäldchen kann man noch die Reste eines Erdwalls erkennen, der das Fundament der ehemaligen Nordkurve bildete (Stand 2017).